# Sosa (Saxe)
Pour les articles homonymes, voir Sosa.
Sosa était une commune autonome de Saxe (Allemagne), située dans l'arrondissement des Monts-Métallifères, dans le district de Chemnitz. Depuis le 1er janvier 2011, Sosa est rattachée à la ville d'Eibenstock.
Le barrage de Sosa est construit de 1949 à 1952 au sud du village et recueille l'eau de la rivière Kleine Bockau. Il sert à l'approvisionnement en eau potable et à la protection contre les inondations.